# Lyskovo
Lyskovo (del ruso: Лысково) es una ciudad del óblast de Nizhni Nóvgorod, en Rusia, centro administrativo del raión homónimo. Está situada en la orilla sur del Volga, al nivel del embalse de Cheboksary, enfrente de la desembocadura del río Kérzhenets. Lyskovo se encuentra a 90 km al sudeste de Nizhni Nóvgorod. Su población era de 22.570 habitantes en 2009.

## Historia
La primera mención de Lyskovo se remonta a 1410. Tiene estatus de ciudad desde 1925.

## Demografía
| 1897  | 1939   | 1959   | 1970   | 1979   | 1989   | 2002   | 2008   |
| ----- | ------ | ------ | ------ | ------ | ------ | ------ | ------ |
| 7 800 | 11 200 | 16 200 | 21 200 | 24 300 | 25 029 | 23 901 | 22 800 |

## Cultura y lugares de interés
En Lyskovo cabe destacar la Catedral de Spaso-Preobrazhenski (Спасо-Преображенский собор) de 1711 y la Iglesia Voznesenskaya (Вознесенская церковь) de 1838.
En el pueblo cercano de Kirikovo existe la Iglesia Uspenskaya (Успенская церковь) de 1692. En la colina Olenja Gora  (monataña de los ciervos) sobre la orilla del Volga se conservan las ruinas de una fortaleza que existió entre los siglos XIV y XVI.
En la orilla opuesta del Volga está el asentamiento de tipo urbano de Makárievo, en el que se encuentra el Monasterio de la Trinidad Zheltovodski, fundado en 1435.
La ciudad cuenta con un museo local.

## Economía y transporte
La economía de Ñyskovo se apoya sobre dos fábricas:
- AO Lyskovski Elektrotejnitcheski Zavod o LETZ (АО Лысковский Электротехнический Завод o ЛЭТЗ) : electrotécnica.
- AO Lyskovski  Metallofurniturni Zavod o LMFZ (АО Лысковский Металлофурнитурный Завод o ЛМФЗ) : mobiliario metálico, cadenas, cerraduras, bisagras de puertas y de ventanas, etc.

También hay empresas dedicadas a la confección de trajes y productos alimentarios.
La ciudad está en la autopista M7 que discurre entre Moscú-Nizhni Nóvgorod-Kazán-Ufá.